# Caroline Polachek

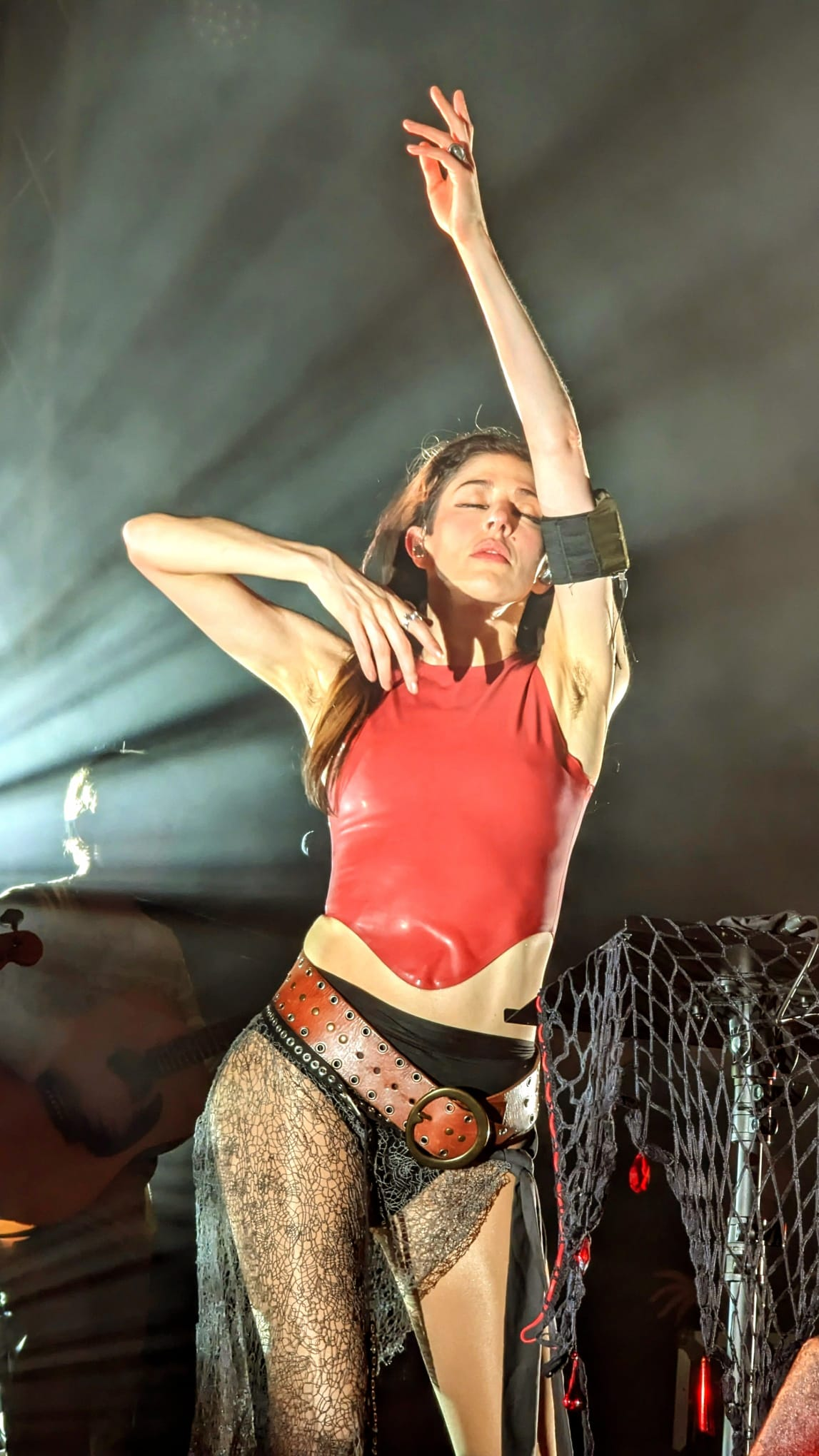
Caroline Polachek (2023)

Caroline Elizabeth Polachek (* 20. Juni 1985) ist eine US-amerikanische Sängerin und Songwriterin. Sie ist Mitbegründerin der Indie-Pop-Band Chairlift. Das Duo entstand aus der Brooklyner Musikszene der späten 2000er Jahre.
Während ihrer Zeit in der Band arbeitete sie an den Soloprojekten Ramona Lisa und CEP. Nach der Auflösung von Chairlift im Jahr 2017 begann sie eine Karriere unter ihrem bürgerlichen Namen.
Polachek hat intensiv mit Künstlern wie Blood Orange, Fischerspooner, Sbtrkt, Charli XCX und dem britischen Musikkollektiv PC Music zusammengearbeitet und Musik für Beyoncé („No Angel“) und Travis Scott geschrieben.

## Leben
Polachek wurde am 20. Juni 1985 in Manhattan, New York City als Tochter des Finanzmarktanalysten und ausgebildeten klassischen Musikers James Montel Polachek und Elizabeth Allan geboren. Ihre Familie zog nach Tokio, wo sie im Alter zwischen einem und sechs Jahren lebte, und ließ sich später in Greenwich in Connecticut nieder, wo Polachek in der dritten Klasse anfing im Chor zu singen. Sie spielte schon in jungen Jahren Synthesizer, da ihr Vater ihr ein Yamaha-Keyboard schenkte, um sie davon abzubringen, störend auf dem Klavier zu spielen. Ihre Eltern ließen sich 1994 scheiden.
Polachek zählt ihren frühen Kontakt mit traditionellen japanischen Liedern und Anime-Titelliedern als Einfluss auf ihre musikalische Ausbildung. Um Polachek als „hyperaktives Kind“ zu beruhigen, spielten ihre Eltern ihr Musik von Enya.
Als Teenager begann Polachek regelmäßig nach New York zu reisen, um Post-Hardcore-Emo, Punk und Jazz Konzerte zu besuchen. Mike Patton führte sie einmal persönlich zu einer Show im Club Knitting Factory, als ihr gefälschter Ausweis abgelehnt wurde. Sie spielte in einigen Bands in der Highschool und am College.
Polacheks Hochzeit mit dem Künstler Ian Drennan im Jahr 2015 wurde vom Vogue-Magazin ausgiebig fotografiert. Polachek und Drennan sind inzwischen geschieden. 2020 starb Polacheks Vater an COVID-19.

## Karriere

### Chairlift
Polachek gründete die Band Chairlift mit dem Musiker Aaron Pfenning, nachdem sich die beiden in ihrem zweiten Studienjahr an der University of Colorado kennengelernt hatten. Sie zogen nach New York, wo Polachek Kunst an der New York University studierte. Anfang 2007 trat Patrick Wimberly der Band bei. Im selben Jahr veröffentlichte die Band ihre erste EP mit dem Titel Daylight Savings, gefolgt von ihrem Debütalbum Does You Inspire You.
Nachdem Pfenning 2010 die Band verlassen hatte, traten Polachek und Wimberly künftig nur noch als Duo auf.
2012 arbeiteten sie mit den Produzenten Dan Carey und Alan Moulder an ihrem Album Something. Außerdem führte Polachek Regie bei den Musikvideos des Albums.
Im Dezember 2016 gab Chairlift die Auflösung der Band nach ihrer letzten Tour im Frühjahr 2017 bekannt.

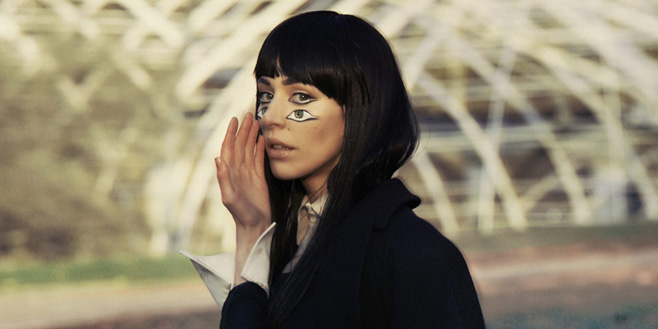
Polachek als Ramona Lisa (2014)

### Solokarriere
Polachek begann 2013 unter dem Künstlernamen Ramona Lisa zu spielen. Der Name stammt von einem früheren Pseudonym, das Polachek auf Facebook verwendete. Im Februar 2014 kündigte sie ihr selbstproduziertes Debütalbum als Ramona Lisa mit dem Titel Arcadia an. Polachek beschreibt das Album als „pastorale elektronische Musik“.
Polachek begann mit dem Schreiben des Albums während eines Aufenthalts in der Villa Medici in Rom. In einem Interview mit Pitchfork beschrieb sie, wie ihre Zeit in Rom die Klänge von Arcadia inspirierte. Das Album wurde vollständig auf Polacheks Laptop ohne Instrumente oder externe Mikrofone produziert, abgesehen von den Feldaufnahmen der Geräusche, die sie in ihrer Umgebung hörte. Sie sang direkt in das eingebaute Mikrofon ihres Computers und nutzte während der Welttournee von Chairlift Hotelschränke, ruhige Bereiche am Flughafen und freie Umkleidekabinen als Studio. Das Albumcover wurde vom New Yorker Fotografen Tim Barber geschossen.
Im Januar 2017 veröffentlichte Polachek ihr zweites Soloalbum Drawing the Target Around the Arrow unter ihren Initialen CEP. Polachek sollte beim Moogfest 2018 auftreten, zog sich jedoch im Dezember 2017 zurück, als das Festival eine Liste von Künstlerinnen ankündigte, die in diesem Jahr auftraten, obwohl die Besetzung des Festivals überwiegend männlich war. Sie folgte mit einer Erklärung auf Twitter, in der sie sagte: „Dies spricht nicht die Künstler oder ihre Musik an, sondern die Politik des Festivals und die selbstgefällige PR. Dies ohne Erlaubnis der ausgestellten Künstler zu tun, ist ausbeuterisch und unprofessionell“, sie fügte hinzu „Das Moogfest und alle anderen Festivals haben einfach die Verantwortung, Inklusion als normal zu positionieren.“
Im Juni 2019 veröffentlichte Polachek ihre Debütsingle unter ihrem vollen Namen mit dem Titel Door. In einer Pressemitteilung für die Single gab Polachek bekannt, dass die Single der Beginn eines neuen Projekts sei, das hauptsächlich in Zusammenarbeit mit Danny L. Harle, Mitglied von PC Music, entstanden sei. Später im Juli veröffentlichte Polachek zwei Singles aus dem Projekt mit den Titeln Ocean of Tears und Parachute und kündigte ihr bevorstehendes Album Pang an, das am 18. Oktober veröffentlicht wurde. Das Album wurde in der Kritik hoch gelobt und auf den Jahresendlisten vieler Kritiker platziert. Ein Remix-Album mit dem Titel Standing at the Gate: Remix Collection wurde am 16. April 2021 auf Vinyl veröffentlicht. Zur Promotion veröffentlichte Polachek fünf der Remixe des Albums als Singles sowie ein Cover von Breathless der irischen Band The Corrs.
Am 14. Juli 2021 veröffentlichte Polachek die Single Bunny Is a Rider, eine weitere Zusammenarbeit mit Harle. Gegenüber dem Crack Magazine sagte sie, dass das Lied Teil eines zukünftigen Projekts sei. Im Dezember erreichte der Song Platz 1 in Pitchforks „The 100 Best Songs of 2021“.

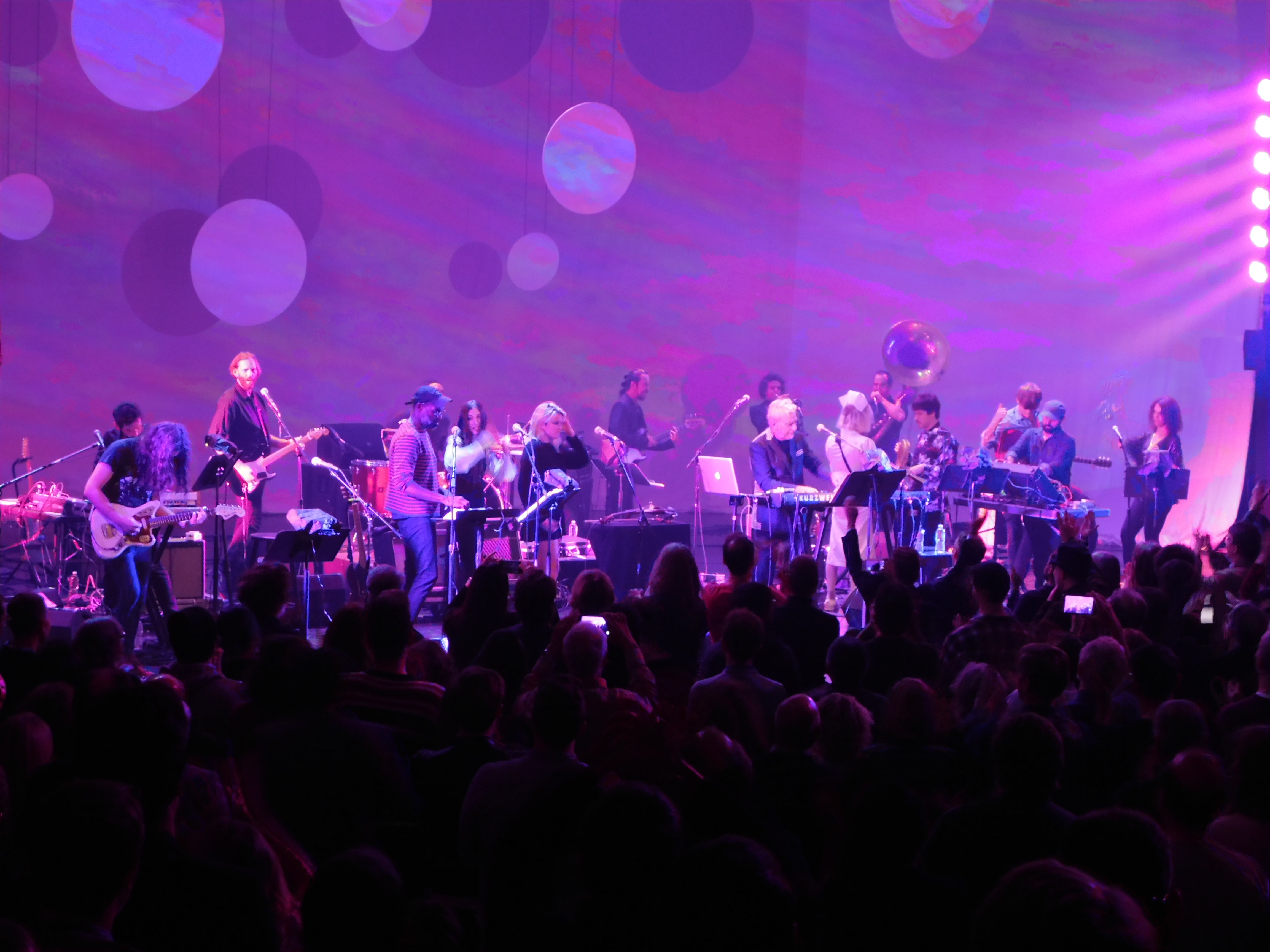
John Cale mit Gastmusikern, darunter Polachek (2017)

Im Jahr 2023 erschien das von der Kritik hoch gelobte Album Desire, I Want to Turn Into You. Es enthält Bunny Is a Rider, Billions, Sunset und Welcome to My Island. Sunset  ist im Film After Everything aus dem Jahr 2023 zu hören. Nach der Veröffentlichung begab sie sich auf die „Spiraling Tour“ durch Europa und Nordamerika.

### Zusammenarbeit mit anderen Künstlern
2008 gründete Polachek den Girl Crisis Chor mit 12 anderen Sängerinnen, darunter Mitglieder von Au Revoir Simone und Class Actress. Die modulare Gruppe arrangierte und nahm von 2008 bis 2013 zwei Cover pro Jahr auf, darunter Songs von Black Sabbath, Nirvana, Leonard Cohen, The Bangles und Ace of Base.
2010 schloss sich Polachek Jorge Elbrecht von der Band Violens aus Brooklyn an, um einen „Sgin“ von Justin Biebers Never Let You Go aufzunehmen: „Wir gingen auf YouTube, um ein Video in den höchsten Rängen der Hits zu finden, und stießen auf ‚Never Let You Go‘. Wir fuhren fort, etwas zu machen, was wir ‚Sgin‘ (Anagramm des Wortes ‚sing‘) nennen – ein Lied, das speziell geschrieben wurde, um in das Video eines anderen zu synchronisieren.“ Im selben Jahr nahm sie auch ein Duett mit Violens auf, Violent Sensation Descends (French Duet Version). 2011 drehte und inszenierte sie das Musikvideo zum Song It Couldn’t Be Perceived der Band. Sie arbeitete 2013 erneut mit Elbrecht auf der EP Gloss Coma 001 zusammen.
Im Jahr 2012 war Polachek in dem Song Everything Is Spoiled by Use von Ice Choir zu hören, einem Soloprojekt von Kurt Feldman von der Band The Pains of Being Pure at Heart. Sie führte auch Regie und bearbeitete das Musikvideo des Songs. Polachek arbeitete mit Blood Orange an den Tracks Chamakay im Jahr 2013 und Holy Will im Jahr 2018 zusammen. 2013 war sie Co-Autorin und Co-Produzentin des Songs No Angel auf Beyoncés fünftem Studioalbum Beyoncé. Aufgrund ihrer Produktionsarbeit an dem Song wurde galt die Nominierung für den Grammy Award für das Album des Jahres bei der 57. Verleihung auch Polachek.
Polachek arbeitete 2016 erstmals mit dem Label PC Music zusammen, als sie auf Danny L. Harles Single Ashes of Love zu hören war. 2017 trat sie bei zwei Songs aus Charli XCXs Mixtape Pop 2 auf. 2018 war Polachek in Felicitas Version des traditionellen polnischen Liedes Był sobie król zu hören. Polachek war zusammen mit Yung Jake Songwriter bei der Single „RIP Harambe“, die 2019 von Elon Musk veröffentlicht wurde und über den 2016 getöteten gefangenen Gorilla berichtet.
2020 war Polachek in La vita nuova von Christine and the Queens zu hören und hatte einen Gastauftritt in dem Kurzfilm zur gleichnamigen EP. Das Lied wurde später von verschiedenen Produzenten, die mit PC Music in Verbindung stehen, neu abgemischt. Am 4. November 2021 veröffentlichte Charli XCX New Shapes mit Christine and the Queens und Polachek als zweite Single aus ihrem Album Crash (2022).

## Musikalischer Stil
Polacheks Musikstil wird als Alternative Pop, Artpop, Indie-Pop, experimenteller Pop und Hyperpop beschrieben.

## Diskografie
Siehe auch: Chairlift Diskografie

### Alben
- 2014: Arcadia
- 2017: Drawing the Target Around the Arrow
- 2019: Pang
- 2023: Desire, I Want to Turn Into You

### Singles
- 2019: Door
- 2019: Parachute
- 2019: Ocean of Tears
- 2019: So Hot You're Hurting My Feelings (US: Gold)[50]
- 2019: Look At Me Now
- 2020: Breathless
- 2021: Bunny Is A Rider
- 2021: New Shapes (feat. Charli XCX, Christine and the Queens)
- 2022: Billions
- 2022: Sirens (Flume feat. Caroline Polachek)
- 2022: Sunset
- 2022: Welcome to My Island
- 2023: Blood and Butter
- 2023: Dang